# Reformation in Biel

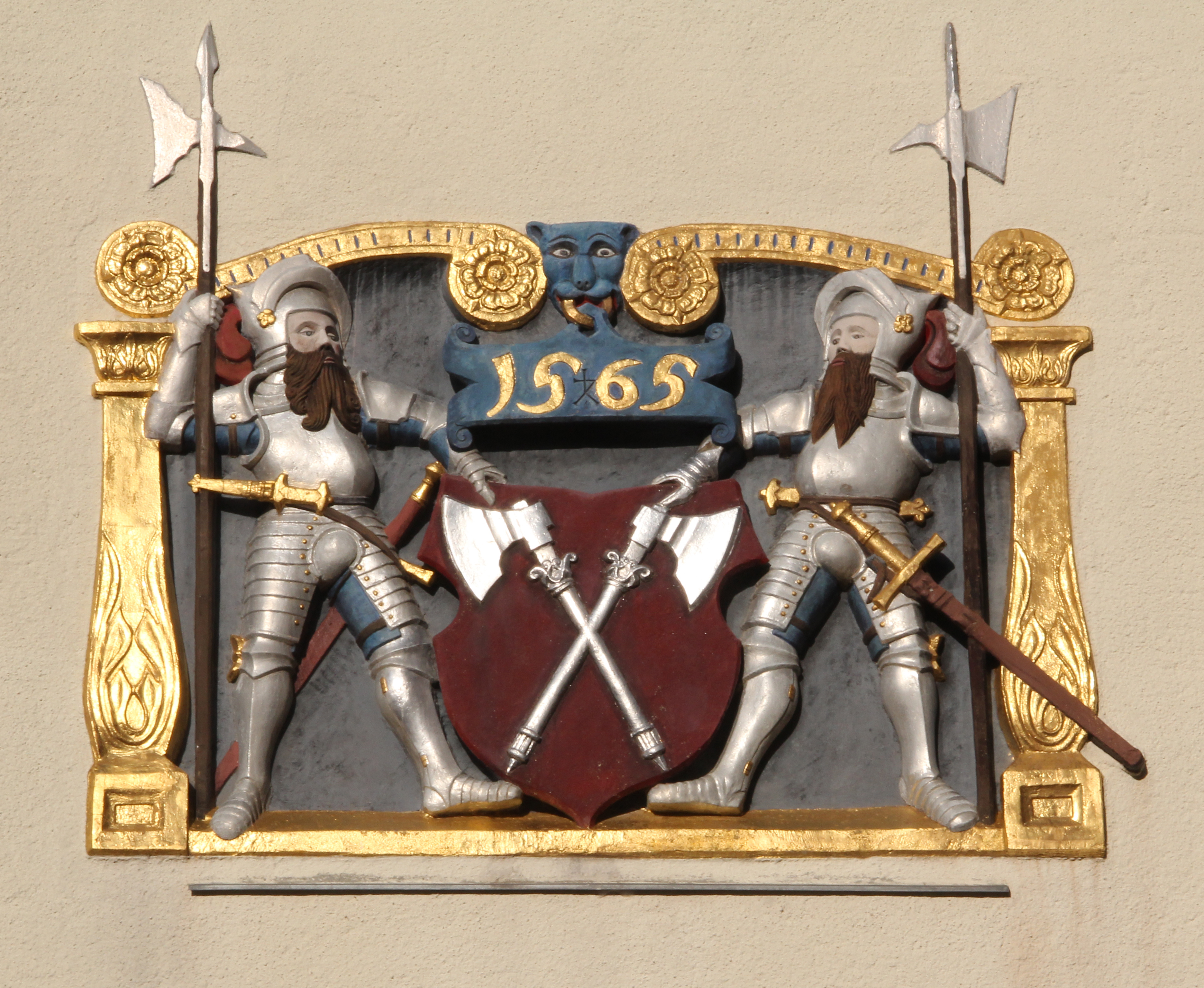
Bieler Stadtwappen mit zwei Kriegern am Zunfthaus zu Waldleuten, Ring 8 (1565)

Das Jahrhundert der Reformation in Biel war eine Blütezeit der heute zehntgrössten Schweizer Stadt Biel (französisch Bienne). Als Reformator von Biel gilt der 1526 verstorbene Thomas Wyttenbach, der als Lehrer Huldrych Zwinglis bekannt ist. Allerdings wurde das kirchliche Leben in Biel erst infolge der Berner Disputation von 1528 nach reformatorischen Kriterien umgestaltet.
Biel hatte in der Eidgenossenschaft den Status eines Zugewandten Ortes und strebte den Beitritt an; dieser scheiterte allerdings daran, dass Biel durch ungeschicktes politisches Agieren seine Rechte in der Herrschaft Erguel weitgehend einbüsste und somit kein eigenes Herrschaftsgebiet besass. Einen Endpunkt der lokalen Reformationsgeschichte bildet der Badener Vertrag von 1610, in dem die Bieler ihrem Stadtherrn, dem Basler Fürstbischof, wesentliche Zugeständnisse machen mussten.

## Biel im ausgehenden 15. Jahrhundert

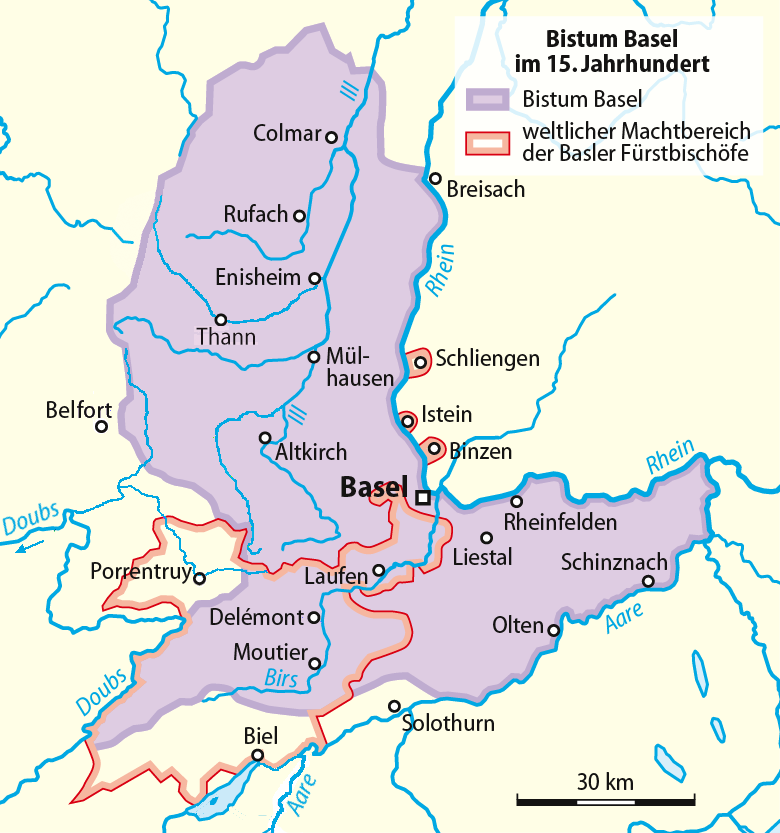
Biel gehörte zum weltlichen Machtbereich (rot) des Basler Bischofs, nicht aber zum Bistum Basel (violett). Kirchlich gehörte Biel zum Bistum Lausanne

Die Bevölkerungszahl von Biel Anfang des 15. Jahrhunderts wird auf 500 Menschen geschätzt. Sie wurde durch Einbürgerungen gezielt vermehrt, wobei Biel mit anderen Städten um Neubürger konkurrierte. Biel war keine Ackerbürgerstadt, vielmehr bildeten der Weinbau und die Fischerei im Bielersee die Grundlage des Wirtschaftslebens. Die Bedeutung des Handwerks stieg, jedoch ist die Entwicklung der Zünfte im spätmittelalterlichen Biel aus den Quellen nur umrisshaft erkennbar. Demnach gab es seit dem ausgehenden 15. Jahrhundert sechs Handwerksgesellschaften:
1. Pfauen (Adlige, freie Berufe),
2. Waldleute (alle Holz, Stein oder Metall verarbeitenden Berufe),
3. Metzger und Gerber,
4. Pfister (Müller und Bäcker),
5. Fischer und Rebleute,
6. Schuhmacher.

Der Stadtherr Biels war das Fürstbistum Basel. Dieses durchlief im 14. Jahrhundert eine Periode des Niedergangs, was Biel eine eigenständige Entwicklung ermöglichte. Es gab zwei Burgermeister. Der Kleine Rat der Stadt bestand aus 24 Personen, je zur Hälfte Mitglieder des Alten und des Jungen Rats. Hinzu kam seit etwa 1450 der Grosse Rat, der etwa 30 bis 40 Personen umfasste. Sie wurden vom Kleinen Rat aus Mitgliedern der Handwerksgesellschaften gewählt. In den Quellen wird der Grosse Rat als die Burger bezeichnet. Kleiner und Grosser Rat (= Rät und Burger) waren nur gemeinsam handlungsfähig.
Der von einem Ratsausschuss vorgeschlagene, von der Bürgergemeinde auf Lebenszeit gewählte Venner hatte militärische Aufgaben und vertrat Biel als Gesandter nach aussen. Als Vertreter des Basler Bischofs nahm der Meier die hohe Gerichtsbarkeit wahr; das Meieramt war ursprünglich adligen Ministerialen vorbehalten, konnte aber im ausgehenden 15. Jahrhundert auch von einem Mitglied des Kleinen Rats bekleidet werden. Das war eine ambivalente Entwicklung, einerseits stand nun einem Bürger das höchste Richteramt offen, andererseits war dieser aus dem Kleinen Rat stammende Meier damit zum direkten Interessenvertreter des Bischofs geworden.
Das militärische Aufgebot der Stadt Biel konnte vom Basler Bischof einfach angefordert werden und bestand aus Landleuten des Bieler Umlands, die die Stadt kraft ihres Bannerrechts ausheben durfte, sowie Kriegsknechten, die von den Zünften gestellt wurden. Biel hatte ausserdem verschiedene Bündnispartner, voran die Stadt Bern. Die wechselseitigen Unterstützungsverpflichtungen waren vertraglich geregelt. Bern forderte die militärische Unterstützung aus Biel mehrfach an, teils im eigenen Namen und teils in dem der Eidgenossenschaft. Biels Beteiligung an den Burgunderkriegen brachte die Stadt auch der Eidgenossenschaft näher. Doch stand einem von Biel erwünschten Beitritt der Rechtsanspruch des Fürstbistums Basel auf die Stadt entgegen. Er wurde respektiert. So blieb es im 16. Jahrhundert bei dem Status eines Zugewandten Ortes.
Grosse Bauprojekte, die das Stadtbild Biels im 15. Jahrhundert veränderten, waren die von 1451 bis 1470 errichtete Benediktskirche (heute: Stadtkirche Biel) und die Johanniterkommende ganz im Südosten der Neustadt. Das Konventsgebäude wurde 1456 erbaut, die Johanniterkirche von 1460 bis 1466. Die mittelalterliche Bischofsburg war nach dem Stadtbrand von 1367 Ruine geblieben. 1489 schenkte der Basler Bischof das Areal der Bürgerschaft, die somit über das gesamte von der Stadtmauer umschlossene Gebiet verfügte.
Inhaber des Patronatsrechts über die Bieler Kirchen war das Kloster Erlach. Jeder neue Pfarrer, den der Bieler Rat gewählt hatte, musste sich dem Abt von Erlach vorstellen, der ihn dem Bischof von Lausanne präsentierte.

## Die frühe reformatorische Bewegung in Biel

### Thomas Wyttenbach
Im Jahr 1507 trat der aus einer Bieler Oberschichtfamilie stammende Thomas Wyttenbach eine Stelle als Stadtpfarrer an der Benediktskirche an. Das bedeutete in vorreformatorischer Zeit, dass er die Gottesdienste an den neun Kapellen und 13 Altären in dieser Kirche koordinierte und das Personal beaufsichtigte. Für die Seelsorge und die normalen Gottesdienste waren Kapläne zuständig. Diese Arbeitsverteilung ermöglichte es Wyttenbach, weiterhin viel Zeit ausserhalb von Biel zu verbringen. Er setzte seine Studien an der Universität Basel fort, wo er 1515 zum Doktor promoviert wurde. Wie im mittelalterlichen Universitätsbetrieb üblich, war er zugleich Lernender und Lehrender. In Basel unterrichtete er das klassische theologische Lehrbuch jener Zeit, den Sentenzenkommentar des Petrus Lombardus. Huldrych Zwingli und Leo Jud gehörten zu Wyttenbachs Schülern. Zwingli stand mit ihm im Briefwechsel. Im Jahr seiner Promotion trat Wyttenbach in das Chorherrenstift St. Vinzenz in Bern ein. Er sollte sich hier um den Kirchenraum und die Stiftsbibliothek kümmern und ausserdem predigen. Dass er oft abwesend war, sah ihm das Stift nach. Aber 1518 reichte Wyttenbach in Bern seinen Rücktritt ein. Der Berner Rat akzeptierte diesen erst 1520. Seine Verpflichtungen in Basel und Bern hatten seine häufige Abwesenheit aus Biel zur Folge. In den darüber entstandenen Konflikten mit dem Rat stützte ihn seine einflussreiche Verwandtschaft.
Wyttenbachs theologische Positionen sind mangels eigener Schriften nicht genau erkennbar. Aufgrund seines Bildungswegs an den Universitäten Tübingen und Basel lässt sich vermuten, dass er radikal zwischen göttlicher und menschlicher Sphäre unterschied und von einem Bibelhumanismus geprägt war, der eine Rückkehr zur Lehre des Urchristentums und das Studium der Bibel im hebräischen und griechischen Original anstrebte. Ab 1522 befasste sich Wyttenbach mit Messopfer- und Papstkritik sowie dem Priesteramt; Zwingli rechnete ihn zum Kreis Gleichgesinnter im Raum Bern. In Biel sorgte Wyttenbachs Infragestellung von Fegefeuerlehre, Heiligenkult, Fasten und Zölibat für Unruhe.
Als Wyttenbach im Frühsommer 1524 ebenso wie sieben Kapläne heiratete, eskalierte die Situation. Der Meier Simon von Römerstal und der Stadtschreiber Ludwig Sterner forderten die Absetzung verheirateter oder im Konkubinat lebender Priester nach dem Vorbild der Stadt Bern. Der konservative Kleine Rat hielt also am Zölibat fest. Wyttenbachs Unterstützer im Grossen Rat konnten sich dagegen zunächst nicht durchsetzen. Wyttenbach predigte nun in der Johanniterkommende, in Zunftstuben und auf öffentlichen Plätzen und gewann so grössere Unterstützung in der Bevölkerung Biels. Der Stadtschreiber Sterner musste vorübergehend aus Biel fliehen, weil er in der Öffentlichkeit als verantwortlich für Wyttenbachs Absetzung galt.
Wyttenbach hatte seine Einkünfte verloren und versuchte vergeblich, vom Rat eine finanzielle Entschädigung für seine Bauarbeiten am Pfarrhaus und seine langjährigen Dienste als Stadtpfarrer zu erhalten. Er erstritt sich lediglich eine lebenslängliche Leibrente. 1526 starb er.

### Biel im Bauernkriegsjahr 1525

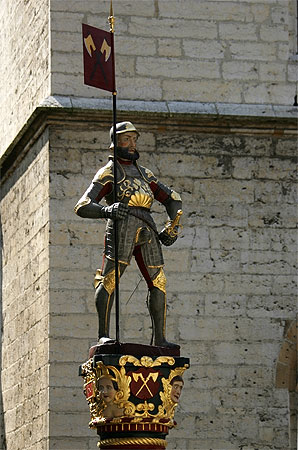
Vennerfigur auf dem Steinbrunnen im Ring (1557)

Der Venner Nikolaus Wyttenbach gehörte zu den Unterstützern des Pfarrers Thomas Wyttenbach. Am 28. Mai 1525 legte er im Namen der Bürgergemeinde dem Rat einen Forderungskatalog vor, der politische und religiöse Veränderungen in zeittypischer Weise kombinierte. Die Bibel sollte unverfälscht gepredigt werden. Geistliche sollten gewählt und im Fall ihres Fehlverhaltens von der Gemeinde auch wieder abgesetzt werden können. Thomas Wyttenbach sollte wieder an der Benediktskirche predigen. Ein Schulmeister sollte für den Unterricht der Kinder eingestellt werden. Gotteslästerung, Zutrinken, Spielen und Tanzen am Sonntag sollten der Bevölkerung verboten werden. Aus dem Spitalgut sollte die Armenfürsorge finanziert werden. Der Kleine Rat sollte abgeschafft werden; Repräsentanten der Handwerksgesellschaften sollten einen Rat der 24 wählen; in diesem Rat sollten nur Personen von untadeligem Lebenswandel sitzen. Der Rat lehnte alle wesentlichen Reformvorschläge ab, da er seine Macht in Frage gestellt sah. Offenbar vom Bieler Rat zur Hilfe gerufen, befasste sich die eidgenössische Tagsatzung im November 1525 in Luzern mit dem „lutherischen Leben“ in Biel und beauftragte Bern damit, auf die Bieler einzuwirken, damit sie von der Häresie abliessen. Der Basler Bischof war durch die Bauernkriegsunruhen im Laufental, der Ajoie, dem Münstertal und den Freibergen in Anspruch genommen und konnte sich daher nicht mit den „lutherischen“ Lehren in Biel befassen, ja noch mehr: das Bieler Aufgebot verteidigte sein Schloss Pruntrut gegen aufständische Bauern, und insofern hatte er Grund, der Stadt Biel dankbar zu sein.
Eine Bieler Delegation reiste zur Tagsatzung nach Luzern und beteuerte, nichts Unchristliches getan zu haben und den Vorgaben aus Bern zu folgen. Man machte ihnen heftige Vorwürfe und forderte sie auf, sich von lutherischen und zwinglischen Lehren zu distanzieren und am traditionellen Glauben festzuhalten. Die Bieler Bürgergemeinde forderte nun eine Umkehrung der Machtverhältnisse von Kleinem und Grossem Rat; letzterer sollte von den Bürgern selbst gewählt werden. Der Kleine Rat rief den Basler Bischof und die Stadt Bern an, um seine traditionelle Machtstellung zu sichern. Mit Erfolg, denn am 5. Januar 1526 wurden seine Befugnisse vollauf bestätigt und Unruhestiftung verboten. Damit war die reformatorische Bewegung in Biel fürs erste unterlegen.

### Biel im Schatten der Berner Disputation 1528
Nachdem Thomas Wyttenbach als Pfarrer der Bieler Benediktskirche abgesetzt worden war, blieb die Stelle jahrelang vakant und wurde von Kaplänen versehen. Zur Berner Disputation entsandte Biel den Schulmeister und Kaplan Jakob Würben. Dieser gab eine schriftliche Stellungnahme zu den dort verhandelten Thesen (Schlussreden) von Berchtold Haller und Franz Kolb ab, in der er seine differenzierte Zustimmung formulierte. Räte und Bürger von Bern nahmen nach der Disputation umgehend die Reformation Zwinglischer Prägung an und forderten am 3. Februar 1528 die Stadt Biel auf, auch diesen Weg einzuschlagen. Am 5. Februar ordnete die Bieler Stadtregierung im Sinne des Bilderverbots die Entfernung religiöser Bilder aus den Kirchen an. Sie legte Wert darauf, dass es dabei geordnet zuging. Stifter konnten die Kunstwerke zurückholen. Am 14. März wurde Jakob Würben zum Pfarrer an der Benediktskirche gewählt und in traditioneller Weise dem Abt von Erlach präsentiert. Am 31. Juli beschlossen Meier, Rät und Burger die Übernahme des Berner Modells.

### Die Täuferbewegung in Biel und Umgebung
Nachdem die Täufer 1527 aus dem Berner Gebiet ausgewiesen worden waren, wichen sie unter anderem nach Biel und Umgebung aus. Sie standen unter Beobachtung. Das Bieler Ratsprotokoll vom 16. Dezember 1527 nennt die Namen von neun Täufern, die sich im Raum Biel aufhielten, darunter Jörg Blaurock. Er und fünf andere Personen aus der Bieler Täufergruppe sowie zwei weitere erschienen kurz darauf auf der Berner Disputation. Sie wurden für die Dauer der Disputation verhaftet, am 22. Januar 1528 aber ausserhalb der offiziellen Diskussionen angehört und schliesslich aus Bern verwiesen. Sollten sie zurückkehren, wolle man sie ohne Gnade ertränken. Biel wurde in einem Missive aus Bern aufgefordert, die Täufer ebenfalls auszuweisen. Der Bieler Rat fasste am 1. März den Beschluss, die Täufer zu vertreiben. Die Bieler Regelungen waren aber weniger scharf als jene in Bern. So war es zwar verboten, Täufer zu beherbergen, aber erlaubt, ihnen zu essen zu geben und sie dann fortzuschicken. Das war nach Hans-Rudolf Guggisberg weniger Zeichen einer toleranten Haltung der Bieler Stadtregierung als vielmehr Indiz dafür, dass die Zahl der Täufer im Bieler Raum klein war und sie hier nicht richtig Fuss fassen konnten.
Im Frühjahr/Sommer 1528 verfasste der Bieler Kaplan Jakob Würben eine kleine und in freundlichem Ton gehaltene Schrift, die sich mit der Lehre Ludwig Hätzers und der Täuferbewegung befasst. Würben würdigte Hätzer als gelehrten Bibelübersetzer, kritisierte aber, dass Hätzer den Bibelkanon der Reformatoren nicht übernommen hatte und an den „unsicheren“ Apokryphen festhielt. Zusammen mit der täuferischen Hochschätzung des Heiligen Geistes ergab das nach Würbens Meinung eine Theologie, die Ähnlichkeit mit dem mittelalterlichen Mönchtum zeige. Würben, der selbst aus dem Franziskanerorden ausgetreten war, erklärte Franz von Assisi mit seinen Visionen, Stigmata und der als Evangelium bezeichneten Regel zum Vorläufer der Täuferbewegung. Theologisch von Zwingli abhängig und nicht originell, fällt bei Würben die gute Kenntnis der in sich vielfältigen Täuferbewegung auf. Seine versöhnliche Haltung zeigt, dass die relativ wenigen Täufer in Biel und Umgebung nicht als Bedrohung wahrgenommen wurden.
Der Bieler Täufer Hans Pfistermeyer diskutierte 1531 mit Zwinglianern in Bern und wurde anscheinend für die reformierte Lehre gewonnen, der er fortan angehörte. Andere Täufer, die sich zeitweise in Biel aufhielten, wurden später hingerichtet: ausser Jörg Blaurock, der 1529 in Klausen auf dem Scheiterhaufen starb, waren dies Heini Seiler und Hans Seckler, die beide 1531 in Bern ertränkt wurden.

## Umgestaltung des kirchlichen und öffentlichen Lebens
Kennzeichnend für Zwingli und von ihm beeinflusste Stadtreformationen ist das Bestreben, das gesamte öffentliche Leben nach Massstäben zu gestalten, die aus der Bibel erhoben wurden. Dies wurde auch in Bern umgesetzt und nach dem Berner Vorbild in Biel. 1530 erklärten Kleiner und Grosser Rat von Biel, dass sie Mandate und Satzungen immer wieder an der Bibel überprüfen wollten und die in anderen reformierten Städten gültigen Regeln nur insoweit befolgen wollten, wie ihnen diese richtig erschienen. In diesem Fall unterstützte die reformierte Bibelorientierung also eine gewisse Eigenständigkeit gegenüber politisch dominanten Nachbarstädten.

### Stadtregierung

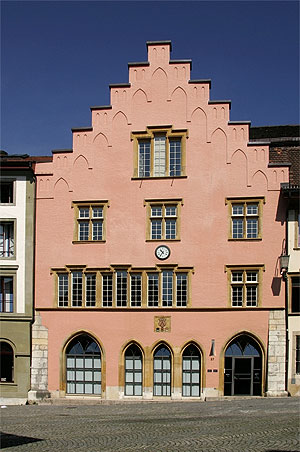
Rathaus am Burgplatz

Veränderungen der städtischen Regierung, die der Kleine Rat bislang blockiert hatte, erhielten nach Einführung der Reformation eine neue Chance. An der Spitze der Stadtregierung standen Meier und Kleiner Rat gemeinsam (in den Quellen bezeichnet als Miner Herren); das höchste städtische Amt hatte der Burgermeister, dem Stadtsiegel und Schlüssel anvertraut waren. Seit 1542 gab es nur noch einen Burgermeister; anstelle des früheren zweiten Burgermeisters war der für die städtischen Finanzen verantwortliche Säckelmeister getreten. Nominell hatte der Venner das zweithöchste Amt inne, doch wurden seine früheren militärischen Aufgaben von Offizieren wahrgenommen, so dass dem Venner praktisch nur ein Ehrenamt blieb. Dagegen entwickelte sich der Stadtschreiber durch seine juristische Kompetenz zu einem einflussreichen Akteur in der städtischen Politik. Nach Änderungen der Wahlordnung 1529, 1530 und 1533 wurde 1545 ein Verfahren für die Ratswahl festgelegt, das bis ins 18. Jahrhundert unverändert bleiben sollte:
- Jährlich im Januar, am Mittwoch nach Epiphanias, fand die Regimentsbesatzung statt, d. h. Kleiner und Grosser Rat (Rät und Burger) bestimmten zwölf Wahlmänner (Ausgeschossene), nämlich zwei aus jeder der sechs Handwerksgesellschaften.
- Am folgenden Donnerstag, dem Leidtag, hatten die bisherigen Ratsmitglieder alle ihnen bekannten und bisher nicht vor Gericht verhandelten Verstösse gegen die Bieler Rechtsordnung anzuzeigen.
- Am Freitag wählten Wahlmänner und alter Rat gemeinsam den neuen Kleinen Rat.
- Am Samstag wurde die Stadtrechnung genehmigt.
- Am Sonntag, dem Schwörtag, kam die ganze Bürgergemeinde in der Stadtkirche zusammen. Der neue Kleine Rat, der Meier und die Gemeinde leisteten einander in dieser Reihenfolge den Eid. Dann ging es im Rathaus weiter: Der Kleine Rat bestätigte und ergänzte den neuen Grossen Rat.
- In der folgenden Woche bestimmten Kleiner und Grosser Rat den Burgermeister und die Amtleute, und am folgenden Sonntag leistete der Grosse Rat der Bürgergemeinde den Eid.

Ein Eidbuch hielt den Wortlaut aller im Rahmen der Ratswahl zu leistenden Schwüre fest, darüber hinaus auch die Schwüre, mit der Bedienstete bis hin zum städtischen Hirten verpflichtet wurden.
Die finanzielle Neuordnung in Folge der Reformation war kompliziert. Vögte verwalteten nun die Pfründen der Johanniterkomturei und der Benediktsbruderschaft. Stiftungen wurden zurückgegeben, wofür grosse Geldbeträge ausgezahlt werden mussten.
Das neue Selbstverständnis Biels als reformiertes Gemeinwesen kommt in dem 1530 begonnenen Rathausneubau zum Ausdruck, einem repräsentativen Steinbau mit Stufengiebel. Man wählte dafür einen symbolträchtigen Ort, das Areal der mittelalterlichen Bischofsburg, deren Turm erhalten blieb. Zum Ensemble des Rathauses gehört auch das 1589 bis 1591 erbaute Zeughaus und der Steinbrunnen.

### Chorgericht

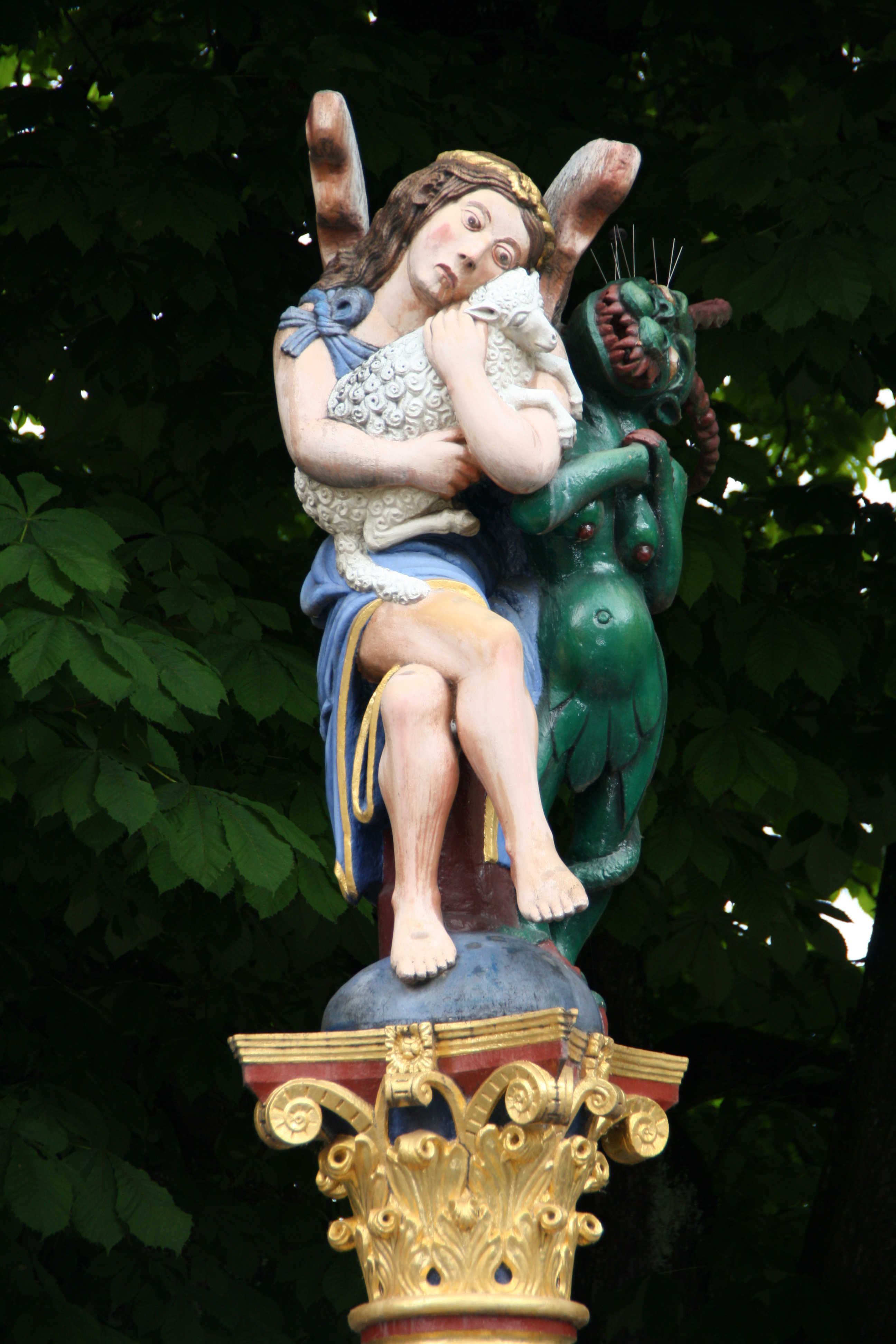
Detail des Engelbrunnens in Biel (Michel Wumard, 1563): Die gläubige Seele, hier als Schaf dargestellt, wird vom Teufel bedroht und vom Engel behütet

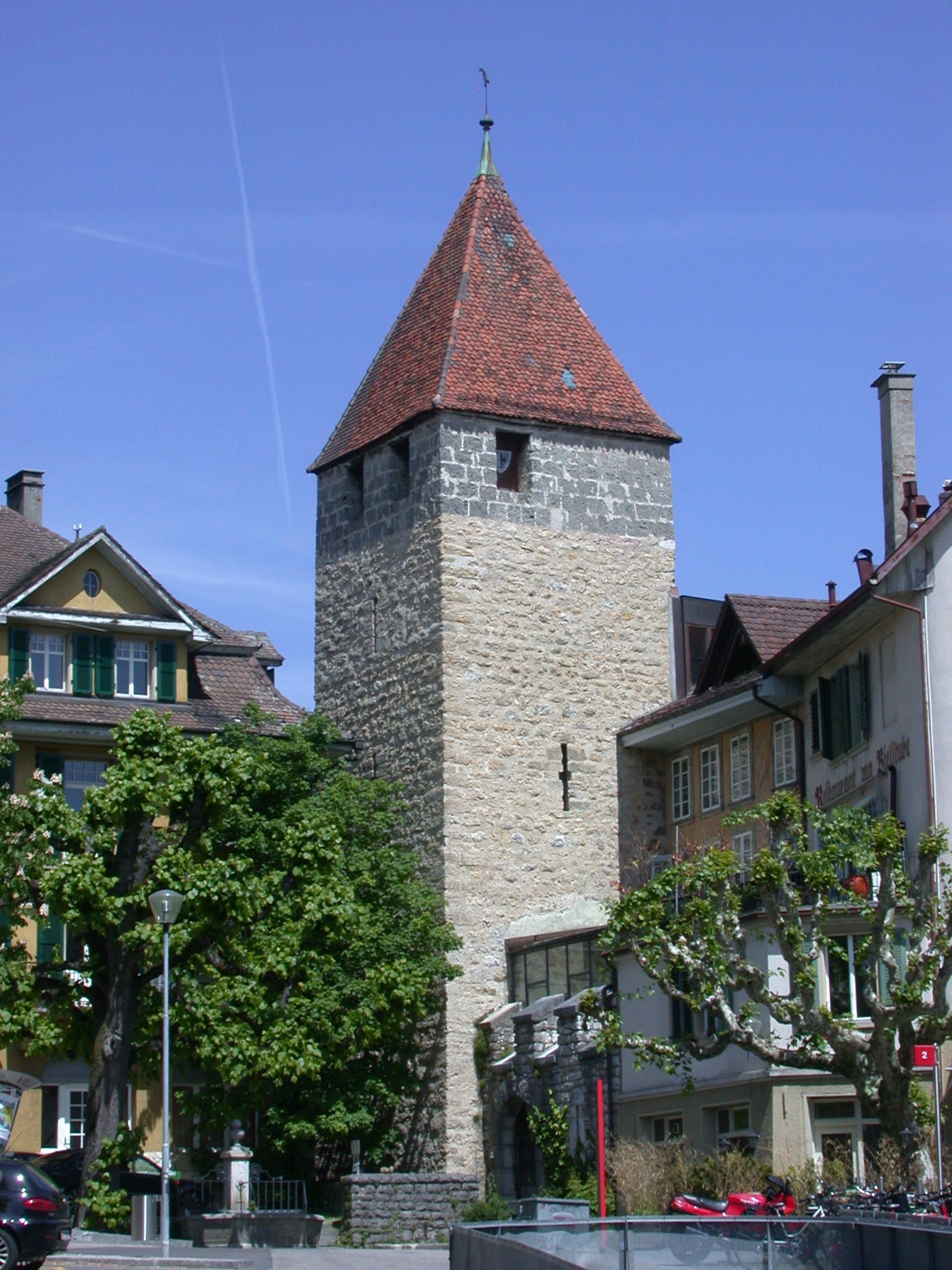
Der Turm Römergässli 4 diente ab 1532 als „Ehebrecherturm“

Die Reformatoren lehnten die kirchliche Ehegerichtsbarkeit ab. Daher war es notwendig, neue Institutionen zu schaffen, die Fragen von Ehe, Scheidung, Vormundschaft usw. entschieden. In Biel war dies das sogenannte Chorgericht. Es bestand aus dem vom Rat gewählten Richter und sechs Beisitzern, nämlich den zwei Stadtpfarrern und vier Ratsmitgliedern (je zwei aus dem Kleinen und dem Grossen Rat). Das Chorgericht war auch für die Kirchenzucht zuständig und konnte (ebenso wie im Genf Calvins und anders als zum Beispiel in Bern) den Ausschluss vom Abendmahl als Strafe verhängen, was einer sozialen Ächtung gleichkam. In leichteren Fällen wurden Geldbussen oder (kurze) Haftstrafen verhängt.

### Synodalordnung
Nachdem das Kloster Erlach säkularisiert worden war, ging das Recht, einen in Biel gewählten Geistlichen präsentiert zu bekommen (Kollaturrecht), auf die Stadt Bern über. Bern verpflichtete die angehenden Bieler Pfarrer mit einem Eid auf die Reformation, aber schon 1540 kaufte die Stadt Biel das Kollaturrecht zurück und war seitdem allein für die Pfarrstellenbesetzung zuständig. Delegierte aus Biel beteiligten sich 1536 in Basel an der Abfassung des ersten Schweizer reformierten Glaubensbekenntnisses (Helvetisches Bekenntnis), welches in den folgenden Jahrzehnten für Biel massgeblich war.
Bis 1610 bildeten die Stadt Biel und die Herrschaft Erguel ein gemeinsames Dekanat; die gesamte Geistlichkeit (Klasse) kam einmal im Jahr zur Synode zusammen. Sie wählte einen der beiden Stadtpfarrer zum Dekan. Die Synode kontrollierte die Rechtgläubigkeit und den Lebenswandel der Pfarrer und der Schulmeister. Bei der Stellenbesetzung hatte sie das Vorschlagsrecht. Der Dekan unterzog die Kandidaten einer Prüfung, und der Rat bestätigte sie anschliessend.
Mitte des 16. Jahrhunderts waren zwei bedeutende Theologen als Stadtpfarrer in Biel tätig: Jakob Fünklin ab 1549 als erster Pfarrer und dessen Lehrer, der bereits ältere Ambrosius Blarer, ab 1550 als zweiter Pfarrer. Fünklin ist auch als Verfasser biblischer Theaterstücke bekannt; bei den Aufführungen wurde er von dem Schulmeister Mauritius Plepp unterstützt.

### Schulwesen
Seit vorreformatorischer Zeit besass Biel eine Lateinschule, nun kam eine deutsche (Knaben-)Schule hinzu. Sie sollte die Fähigkeit vermitteln, die Bibel in der Muttersprache selbst zu lesen. Diese deutsche Schule befand sich zunächst in dem Haus Ring 6, und nachdem sie 1544 in ein grösseres Gebäude (Untergasse 8) umgezogen war, diente das bisherige Schulhaus als Mädchenschule. Latein- und deutsche Schule wurden um 1565 zusammengelegt.

### Hexenverfolgung und Wunderglaube

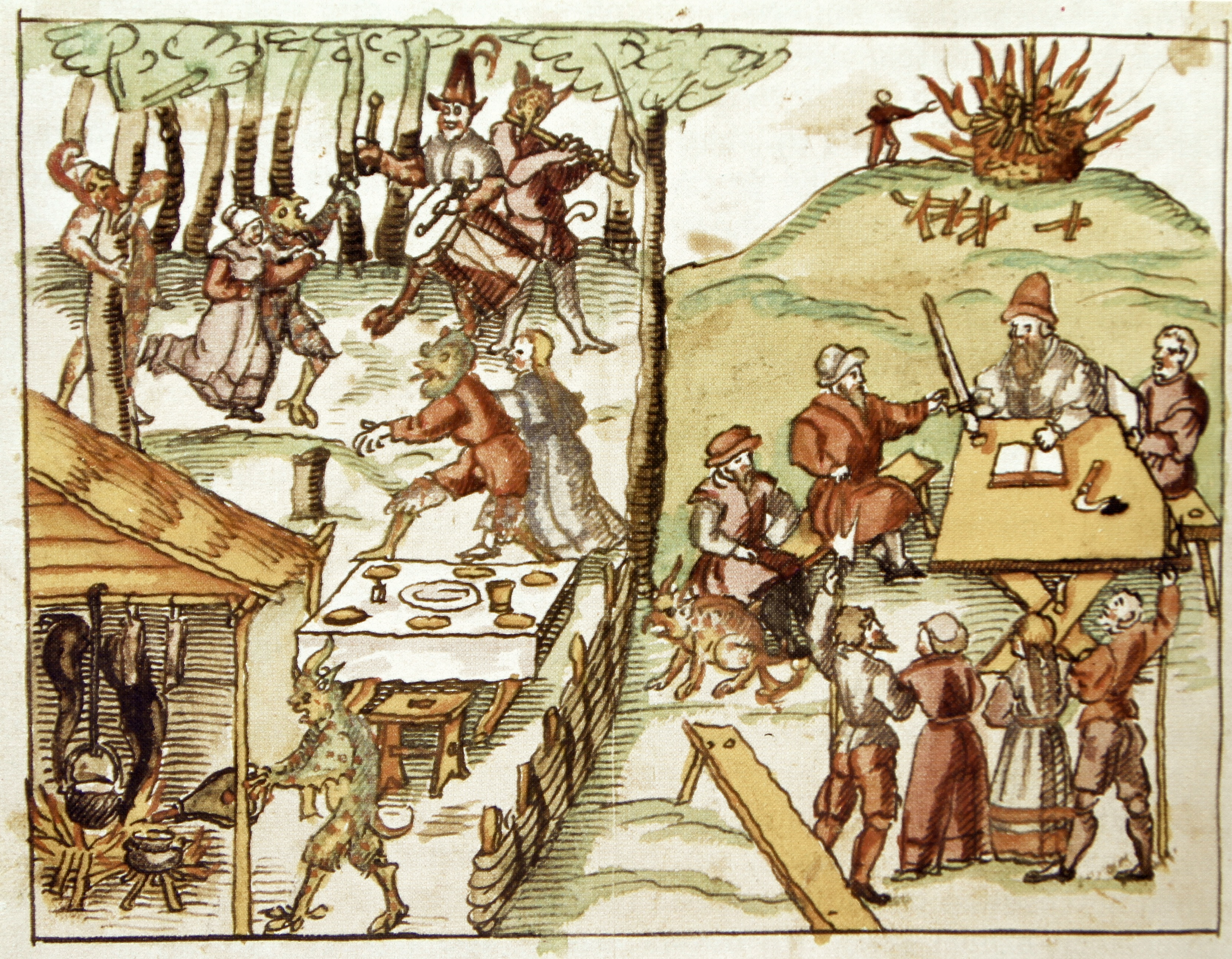
Hexenverfolgung in der Berner Landschaft, 1568: Links die Teufelshochzeit, rechts der Prozess gegen Mutter und Tochter, im Hintergrund der Scheiterhaufen (Zentralbibliothek Zürich, Handschriftenabteilung, Wickiana, Ms. F 18, Fol. 146v)

Im ausgehenden 16. und bis ins 18. Jahrhundert liess die reformierte Bieler Stadtregierung mehrfach vermeintliche Hexen bzw. (seltener:) Hexer hinrichten. Grundlage für das Todesurteil waren unter der Folter erpresste Geständnisse, die „freiwillig“, das heisst ohne Folter, bestätigt wurden. Widerriefen die Angeklagten, wurde die Folter fortgesetzt. 1590 starben in zwei Monaten acht Frauen auf dem Scheiterhaufen, 1594 waren es fünf. Von den zwölf durch Verbrennung vollstreckten Hinrichtungen des Jahres 1595 fanden zehn (acht Frauen, zwei Männer) in der Pfingstwoche statt. In Biel wird der zweimal vorkommende Flurname Hexenglunggen (an der ehemaligen Mündung der Schüss in den Bielersee und beim Eidochs in Mett) als Hinrichtungsstätte erklärt. Das Todesurteil sei in den Glunggen durch Ertränken vollzogen worden. Diese Information stammt von dem Altertumsforscher Friedrich Schwab, ein Beleg dafür ist nicht bekannt. Die Richtstätte Biels, damit auch der Ort von Hexenverbrennungen, befand sich den Quellen zufolge in Bözingen.
Die reformierten Geistlichen Biels interpretierten das Hexenwesen, von dessen Realität sie wie ihre Zeitgenossen überzeugt waren, als Gotteslästerung und forderten die städtische Obrigkeit zu hartem Durchgreifen auf.
Josua Finsler, der von 1566 bis 1602 Erster Stadtpfarrer von Biel und Dekan des Pfarrkapitels Biel und Erguel war, versorgte seinen Zürcher Amtsbruder Johann Jakob Wick mit Wundergeschichten aus Biel und Umgebung. Solche Mirabilia, die Wick sammelte, galten als Beweis für das Eingreifen Gottes in Natur und Geschichte. 1572 beispielsweise heisst es, dass von 30 Bielern Feuerflammen ausgegangen seien (aus heutiger Sicht handelt es sich bei diesem Phänomen der „brennenden Bieler“ wahrscheinlich um Spitzenentladungen). Finsler berichtete, dass eine als Hexe verurteilte Frau 1576 auf dem Weg von Biel nach Büren vom Henkerskarren gesprungen und in der Aare ertrunken sei. Auch über Biel wurde 1577 der blutrote Komet gesichtet.

### Bevölkerungsentwicklung
Mitte des 16. Jahrhunderts hatte Biel etwa 850 Einwohner.
Biel nahm im 16. Jahrhundert Hugenotten als Glaubensflüchtlinge auf, allerdings waren keineswegs alle Zuzüge religiös motiviert. Ein Beispiel ist Peter Wuillermet aus Gressoney, der sich 1569 ins Burgerrecht einkaufte und zum Stammvater der Patrizierfamilie Wildermeth wurde. Er und sein Bruder Hans waren wahrscheinlich Wanderkrämer (Grischeneyer) und handelten mit Textilien. Dass die Brüder Wuillermet Glaubensflüchtlinge gewesen wären, lässt sich nicht belegen.
Der Erwerb des Burgerrechts von französischsprachigen Interessenten wurde bereits in den 1540er Jahren eingeschränkt und 1562 bis auf Ausnahmen verboten: „Es syge denn sach, das einer so redlich und geschickt handwerchsman oder gsell wäre, dass uns gutt bedüchte, in zu behalten und zum burger anzenemen. Sölicher wollen haben und wöllen wir uns hierhin vorbehalten …“

## Die Reformation im Bieler Umland
Die Gemeinden (mairies) der Herrschaft Erguel gehörten ebenso wie die Stadt Biel kirchlich zum Bistum Lausanne, politisch aber zum Fürstbistum Basel. Bereits vor der Reformation schlug der Meier als Beauftragter des Basler Bischofs zusammen mit zwei Bieler Ratsherren die Gemeindepfarrer dem Bischof von Lausanne vor, der sie bestätigte. Das Chorherrenstift von Saint-Imier war im frühen 15. Jahrhundert baufällig; einige Chorherren lebten im Konkubinat. Der Bischof von Lausanne beauftragte den Bieler Meier und Rat damit, als Kastvögte die finanzielle Aufsicht über das Stift wahrzunehmen. Die Chorherren riefen den Bischof von Basel als ihren Schutzherrn dagegen an, aber 1527 wurde der Konflikt im Sinne der zu diesem Zeitpunkt noch altgläubigen Stadt Biel geregelt.
Als Biel nach dem Vorbild von Bern 1528 die Reformation angenommen hatte, setzte es reformatorische Veränderungen auch im Erguel durch. Einzig in der Gemeinde Pieterlen war die ländliche Bevölkerung problemlos dazu bereit. In Saint-Imier waren Bieler Amtleute für Tumulte verantwortlich, bei denen geweihte Hostien geschändet und religiöse Kunstwerke in der Kirche zerstört wurden (Bildersturm). Biel bot den Chorherren eine Pfründe an, sofern sie sich zur Reformation bekannten. Der Probst Jean Belleney und acht Chorherren blieben altgläubig und verloren daraufhin nach Bieler Rechtsauffassung ihre Ansprüche bis auf eine geringe Rente. Belleney protestierte bei der eidgenössischen Tagsatzung gegen das Vorgehen Biels und erreichte 1534 einen von Bern und Basel vermittelten Vergleich. Dem Stift konnte Belleney keine Zukunft sichern. Es erlosch mit dem Tod des letzten Chorherrn 1574.

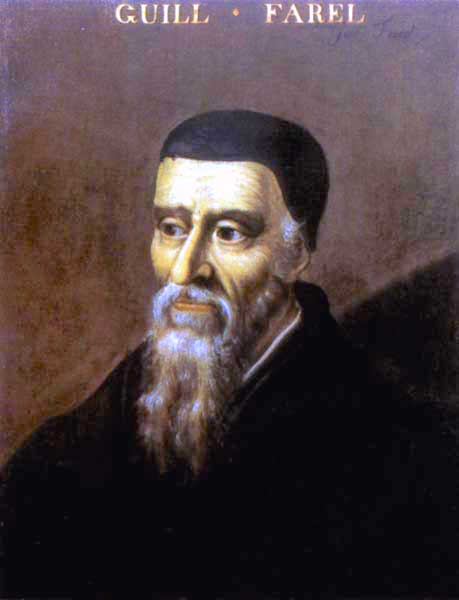
Guillaume Farel (Anonymer Künstler, 16. Jahrhundert, Bibliothek von Genf)

Der Bieler Rat sah ein, dass er die Reformation im Erguel nicht nur mit Druck durchsetzen konnte. Er rief den Reformator Guillaume Farel zur Hilfe, der sich in Murten aufhielt. Mit einem Bieler Burgrechtsbrief ausgestattet und von Bieler Amtleuten begleitet, reiste er im Mai 1531 im Erguel umher und hielt überall Predigten. Damit gewann er die Bevölkerung für die reformierte Lehre. Das Erguel nahm die Gottesdienstordnung von Bern in Farels französischer Übersetzung an (Manière et fasson, 1533).
Mit der Einführung der Reformation ging die kirchliche Gerichtsbarkeit des Lausanner Bischofs im Erguel auf die Stadt Biel über, die damit ein eigenes Herrschaftsgebiet gewann und die Chance einer Aufnahme in die Eidgenossenschaft hatte. Diesem Machtzuwachs stand allerdings entgegen, dass der Bischof von Basel weiterhin Stadtherr von Biel war. Mitte des Jahrhunderts versuchte Biel, die Finanzschwäche des Bistums zu nutzen und ihm das Erguel abzukaufen. 1554 verpfändete das Domkapitel das Erguel an die Stadt Biel, die es allerdings versäumte, die Bevölkerung des Erguel durch Bestätigung ihrer traditionellen Rechte für sich zu gewinnen. 1556 konnte das Bistum das Pfand wieder auslösen und förderte die Akzeptanz seiner Herrschaft im Erguel durch einen Landrechtsvertrag (Franchises d'Erguel).

## Die weitere Entwicklung bis zum Badener Vertrag 1610
Mit dem Basler Fürstbischof Jakob Christoph Blarer von Wartensee hatte Biel 1575 einen Stadtherrn erhalten, der die Gegenreformation aktiv vorantrieb und frühabsolutistisch regierte. Ende der 1580er Jahre liess sich das selbstbewusst auftretende Biel in ein Kräftemessen mit dem Fürstbischof ein. Da Biel in der schwächeren Position war, lief die städtische Politik auf „eine Art Dauerverweigerung“ hinaus.
Biel schwächte sich selbst durch innere Zerstrittenheit. Ein Anlass für innerstädtische Konflikte war das Verhalten der Bieler Reisläufer in den Hugenottenkriegen. Sie hatten in Frankreich nämlich nicht nur gegen die katholische Liga, sondern auch gegen Protestanten gekämpft. Darum wurden die Rückkehrer, darunter Söhne aus Bieler Oberschichtfamilien, 1587 mit einer Kirchenbusse belegt. Im gleichen Jahr zogen drei Regimenter aus Basel, Bern und Zürich Richtung Frankreich, um Heinrich von Navarra zu unterstützen – im bernischen Regiment war auch ein Fähnlein aus Biel dabei. Um das Fouragieren in den Durchzugsgebieten in geordnete Bahnen zu lenken, musste der Basler Fürstbischof den Kommandeuren 10.000 Kronen zahlen. Von Regen, Hunger und Seuchen dezimiert, kehrten die Reste des Berner Regiments im November 1587 vorzeitig um. Blarer legte seinen Städten und Herrschaften 1587/88 eine Kriegssteuer auf, um seine infolge des Durchzugs entstandenen Kosten zu begleichen; auf Biel entfielen 3400 Basler Pfund. Die Stadt verweigerte die Zahlung.
Der Konflikt zwischen Fürstbischof und Stadtregierung wurde nun auf der Ebene der Eidgenossenschaft ausgetragen, wo Biel als Zugewandter Ort ohne die Hilfe von Bern, Solothurn oder Freiburg dem Fürstbischof nichts entgegenzusetzen hatte. Der Basler Bischof rief das eidgenössische Schiedsgericht an, und 1590 wurde zunächst ein gütliches Schiedsverfahren eingeleitet. Blarers Taktik gegen Biel war das „überfallartige Ausweiten der Verfahrensgegenstände“, plötzlich standen alle städtischen Sonderrechte Biels zur Disposition. Der Spruch der Schiedsleute vom 21. Februar (3. März) 1594 bestätigten Biels Bannerrecht, die Gültigkeit seiner Bündnisse mit eidgenössischen Städten, die Grundlagen seiner städtischen Selbstverwaltung und die Befreiung von der Türkensteuer sowie der „navarrischen“ Steuer. Auch die katholische Eidgenossenschaft war wahrscheinlich daran interessiert, dass die militärische Stärke Biels, seine Bündnisfähigkeit, ungeschmälert blieb. Doch da Blarer ihn nicht annahm, war dieser für Biel relativ erfreuliche Spruch nichts wert.
Der Basler Fürstbischof wählte nun einen ganz neuen Weg, mit dem Problem Biel umzugehen. Im Juli 1596 erklärte er dem Domkapitel, er beabsichtige, die häretische, nämlich calvinistische Stadt wie ein krankes Körperglied zu „amputieren“. Das reiche Bern, das stets auf Gebietserweiterung aus sei, solle für einen Tauschhandel gewonnen werden. Biel wäre dann zu einer gewöhnlichen bernischen Landstadt abgesunken. Der Tauschvertrag vom 27. September 1599 sah folgendes vor:
- Bern erhielt die Rechte des Basler Fürstbischofs als Stadtherr von Biel. Biels Rechte im Erguel wurden erheblich reduziert.
- Bern verzichtete auf sein Burgrecht gegenüber Moutier-Grandval, erhielt 15.000 Kronen und die Zusicherung, dass das reformierte Bekenntnis der Gemeindeglieder von Moutier-Grandval gewahrt bliebe.

Die Verhandlungen zwischen Blarer und Bern zogen sich hin, verkompliziert durch die konfessionelle Gemengelage in der Eidgenossenschaft und den Parteienstreit innerhalb der Stadt Biel. Weder Blarer noch Bern wollten den Handel nämlich ohne die Zustimmung des Tauschobjekts Biel umsetzen.
Der Pruntruter Vertrag vom 15. (25.) Juli 1606 war das Ergebnis von Direktverhandlungen zwischen Blarer und der Stadt Biel, wodurch ein Tauschhandel mit Bern sich erübrigt hatte. Es war ein Teilerfolg Blarers: Die Stadt erkannte ihn als ihren „natürlichen Herrn“ an und musste dem Bistum auf eigene Kosten militärische Unterstützung leisten. „Biel verblieb ausser Kosten und Pflichten praktisch nur noch die Ehre des Bannerrechts.“ Seine städtische Autonomie blieb jedoch im Wesentlichen gewahrt. In der Stadt ging der Parteienstreit weiter, so dass der Vertrag sowohl in Biel als auch im Erguel nur teilweise umgesetzt wurde und Biel (ungeachtet der Konflikte wegen des Tauschhandels) wieder Bern um Hilfe bat. Am 18. April 1608 starb Jakob Christoph Blarer. Biel verweigerte dem neuen Fürstbischof Wilhelm Rinck von Baldenstein den Huldigungseid. Ein konfessionell paritätisch besetztes eidgenössisches Schiedsgericht überarbeitete den Pruntruter Vertrag. Der Vertrag wurde zwischen der Stadt Biel und dem Basler Fürstbischof am 4. (14.) Juni 1610 auf der Tagsatzung in Baden geschlossen. Dieser Badener Vertrag, welcher den Pruntruter Vertrag (nicht den Tauschvertrag) ersetzte, enthält mehrere Änderungen zuungunsten Biels. Die absolutistische Herrschaftsauffassung des Fürstbischofs kommt darin zum Ausdruck, dass Biel sich dafür rügen lassen musste, dem Bischof Widerstand geleistet zu haben. Als schlichte Untertanenstadt hatte Biel nun keinen Anspruch mehr auf Hilfe aus der Eidgenossenschaft; die von Biel mehrfach gewählte Strategie, Eidesverweigerung als Druckmittel einzusetzen, wurde unmöglich gemacht. Und dennoch enthielt der Badener Vertrag einige für die Stadt positive Aspekte, wie Markus Wick hervorhebt: „So von der frühabsolutistischen Staatsraison ramponiert und zur Landstadt zurechtgebogen, blieb sie immerhin Herrin im eigenen Haus - ein weitherum und bis zuletzt bewundernd oder argwöhnisch registrierter Sonderfall, ein erfolgreiches Relikt vergangener gemischtherrschaftlicher Zeiten.“